# Koinujärvi
Koinujärvi är en sjö i Pajala kommun i Norrbotten och ingår i Kalixälvens huvudavrinningsområde. Sjön har en area på 0,0658 kvadratkilometer och ligger 329 meter över havet.

## Delavrinningsområde
Koinujärvi ingår i det delavrinningsområde (747685-176800) som SMHI kallar för Mynnar i Narkån. Medelhöjden är 353 meter över havet och ytan är 25,12 kvadratkilometer. Det finns inga avrinningsområden uppströms utan avrinningsområdet är högsta punkten. Vuomajoki som avvattnar avrinningsområdet har biflödesordning 3, vilket innebär att vattnet flödar genom totalt 3 vattendrag innan det når havet efter 211 kilometer. Avrinningsområdet består mestadels av skog (63 procent) och sankmarker (36 procent). Avrinningsområdet har 0,07 kvadratkilometer vattenytor vilket ger det en sjöprocent på 0,3 procent.